# Nieuwe Compagnie van Verre
De Nieuwe Compagnie van Verre (NCV) is de studentenvereniging van Nyenrode Business Universiteit en werd op 8 februari 1947 opgericht, een jaar na de oprichting van het Nederlands Opleidings Instituut voor het Buitenland (NOIB), de voorloper van de universiteit. Prins Bernhard van Lippe-Biesterfeld was bij de oprichting betrokken en was tijdens zijn leven erelid en beschermheer van de vereniging.
De NCV speelt een centrale rol in het studentenleven op de campus van Nyenrode en vormt daarmee een essentieel onderdeel van de totale studentervaring van een Nyenrodiaan. Voor studenten die op het landgoed wonen is het lidmaatschap vrijwel vanzelfsprekend en biedt het een sociale aanvulling op de academische opleiding. De vereniging stimuleert onderlinge verbondenheid, persoonlijke ontwikkeling en samenwerking. Het oorspronkelijke opleidingsmodel van het NOIB was sterk gericht op het voorbereiden van jonge, talentvolle Nederlandse studenten op een carrière in het buitenland. Deze voorbereiding was geïnspireerd op de onderwijsidealen van Amerikaanse scholen, waarbij sport en samen wonen met huisgenoten centraal stonden. De NCV ondersteunde deze visie door sportieve activiteiten en competitie tussen studenten te organiseren en te faciliteren. Door het netwerk van commissies, evenementen en tradities kunnen studenten zich ontplooien naast hun studie.
Het bestuur van de NCV, "de Hooghmogende Heeren Vijf" – een traditionele benaming voor een bestuur van vijf studenten, waarin hedendaags ook vrouwen een volwaardig en actief aandeel hebben – wordt jaarlijks gekozen via een democratisch proces, bekend als ‘Stuntweek’. Tijdens deze week krijgen kandidaat-besturen de kans zich te bewijzen aan hun cohort en de kiezers te overtuigen van hun geschiktheid en betrokkenheid bij de NCV, onder andere via campagnes, toespraken en het organiseren van activiteiten. Na vijf dagen stemmen de studenten op hun voorkeursbestuur voor het komende jaar. Zij vertegenwoordigen de leden, organiseren activiteiten en onderhouden de communicatie met de universiteit. De NCV is geen studentencorps, maar heeft wel een duidelijke structuur, eigen mores en een sterk verenigingsgevoel. Voor afgestudeerden bestaat sinds 1957 de Nyenrode-alumnivereniging onder de naam 'Voortgezette Compagnie van Verre' (VCV), die het netwerk en de band met de universiteit ook na de studie levend houdt.
In december 1999 sloot de NCV een contract met Bavaria, die Heineken zou vervangen als bierleverancier van de vereniging. Neelie Kroes, toenmalig bestuursvoorzitter van de universiteit, zou zich hiertegen hebben verzet, waarna Heineken als leverancier aanbleef. In 2010 kwam deze kwestie aan het licht tijdens een rechtszaak over een boete die Kroes als eurocommissaris drie Nederlandse brouwerijen (Grolsch, Bavaria en Heineken) vanwege concurrentievervalsing had opgelegd. De advocaten van Bavaria haalden dit aan om te onderbouwen dat in de late jaren negentig wel concurrentie tussen de brouwerijen bestond.